# Río Jatibonico del Norte
El río Jatibonico del Norte es un río cubano. Nace en el municipio de Santa Clara, hermano del río Jatibonico del Sur, hacia el este, ocultándose al poco durante 4 kilómetros y reapareciendo en forma de varias cascadas.
Junto al río La Sierra forma la cuenca hidrográfica del río Jatibonico del Norte.